# Рейно Бер'єссон
Рейно Бер'єссон (швед. Reino Börjesson, 4 лютого 1929, Бурос Швеція — 22 жовтня 2023) — шведський футболіст, що грав на позиції півзахисника. Є сином екс-форварда збірної Швеції Еріка Бер'єссона.
Виступав, зокрема, за клуби «Гетеборг» та «Норрбю», а також національну збірну Швеції.

## Клубна кар'єра
У дорослому футболі дебютував 1951 року виступами за команду клубу «Гетеборг», в якій провів два сезони, взявши участь у 50 матчах чемпіонату. Більшість часу, проведеного у складі «Гетеборга», був основним гравцем команди. У складі «Гетеборга» був одним з головних бомбардирів команди, маючи середню результативність на рівні 0,54 голу за гру першості.
Своєю грою за цю команду привернув увагу представників тренерського штабу клубу «Норрбю», до складу якого приєднався 1953 року. Відіграв за команду з Буроса наступні п'ять сезонів своєї ігрової кар'єри.
Завершив професійну ігрову кар'єру у клубі «Ергрюте», за команду якого виступав протягом 1959—1961 років.

## Виступи за збірну
1951 року дебютував в офіційних матчах у складі національної збірної Швеції. Протягом кар'єри у національній команді, яка тривала 8 років, провів у її формі 10 матчів, забивши 2 голи.
У складі збірної був учасником чемпіонату світу 1958 року у Швеції, де разом з командою здобув «срібло».

### Усі матчі за національну збірну
| #   | Дата              | Місце                                      | Противник | Рахунок | Голи | Змагання                             |        |
| --- | ----------------- | ------------------------------------------ | --------- | ------- | ---- | ------------------------------------ | ------ |
| 1.  | 21 жовтня 1951    | Ідретспарк, Копенгаген, Данія              | Данія     | 1:3     | —    | Чемпіонат Північної Європи 1948—1951 | [ 1 ]  |
| 2.  | 13 жовтня 1957    | Росунда, Сульна, Швеція                    | Норвегія  | 2:5     | —    | Чемпіонат Північної Європи 1956—1959 | [ 2 ]  |
| 3.  | 20 листопада 1957 | Фолькспаркштадіон, Гамбург, ФРН            | Німеччина | 0:1     | —    | Товариський матч                     | [ 3 ]  |
| 4.  | 15 червня 1958    | Росунда, Сульна, Швеція                    | Уельс     | 0:0     | —    | Чемпіонат світу 1958                 | [ 4 ]  |
| 5.  | 19 червня 1958    | Росунда, Сульна, Швеція                    | СРСР      | 2:0     | —    | Чемпіонат світу 1958                 | [ 5 ]  |
| 6.  | 19 листопада 2018 | Уллеві, Гетеборг, Швеція                   | Німеччина | 3:1     | —    | Чемпіонат світу 1958                 | [ 6 ]  |
| 7.  | 24 червня 1958    | Росунда, Сульна, Швеція                    | Бразилія  | 2:5     | —    | Чемпіонат світу 1958 (фінал)         | [ 7 ]  |
| 8.  | 20 серпня 1958    | Олімпійський стадіон, Гельсінкі, Фінляндія | Фінляндія | 7:1     | 2    | Чемпіонат Північної Європи 1956—1959 | [ 8 ]  |
| 9.  | 14 вересня 1958   | Уллевол, Осло, Норвегія                    | Норвегія  | 2:0     | —    | Чемпіонат Північної Європи 1956—1959 | [ 9 ]  |
| 10. | 26 жовтня 1958    | Росунда, Сульна, Швеція                    | Данія     | 4:4     | —    | Чемпіонат Північної Європи 1956—1959 | [ 10 ] |

## Титули і досягнення
- Віце-чемпіон світу: 1958